# Hun Sen
Hun Sen (in khmer ហ៊ុន សែន; Kampong Cham, 4 aprile 1952) è un politico e militare cambogiano.
Dal 26 dicembre 1984 al 22 agosto 2023, con una breve interruzione di 5 anni, è stato il Primo ministro della Cambogia. Il suo titolo onorifico completo è Samdach Akkak Moha Sena Padey Dekjo Hun Sen.

## Biografia

### Politico comunista
Poco più che ventenne, entrò nella guerriglia dei Khmer rossi, che combattevano contro il governo filoamericano di Lon Nol. Nel 1975 prese parte all'assedio di Phnom Penh, durante il quale perse l'uso di un occhio in battaglia.
Dopo due anni di regime dei Khmer rossi sulla Cambogia (1975-1979), nel 1977 scappò in Vietnam per paura delle purghe imposte dall'uomo forte del regime comunista, Pol Pot. Nel 1979, dopo che il Vietnam aveva invaso la Cambogia e spodestato i Khmer rossi, divenne uno dei principali esponenti del nuovo governo, e assunse a soli 28 anni la carica di ministro degli esteri. Era inoltre uno dei membri di spicco del comitato centrale del Partito Popolare Cambogiano.
In quanto ministro degli Esteri svolse una funzione fondamentale nei colloqui di pace di Parigi, assumendo una notorietà molto vasta. Fu così che, quando i vietnamiti cominciarono a caldeggiare una riappacificazione fra il governo di Phnom Penh e la resistenza realista di Norodom Sihanouk, allora vicina ai Khmer rossi, Hun Sen nel 1985 venne nominato presidente del Consiglio dei ministri, sostituendo Chan Sy, morto qualche settimana prima. Nel 1987 il suo governo venne accusato da Amnesty International di torturare i prigionieri politici.

### Ascesa al potere
Entro il 1991, quando Norodom Sihanouk accettò di collaborare con il governo, Hun Sen era divenuto il capo effettivo della Cambogia, sorpassando anche il capo di Stato Heng Samrin. In particolare, nel 1991 Heng ottenne il controllo del PRPK, che divenne Partito Popolare Cambogiano (PPC), mentre la Repubblica Popolare di Kampuchea venne trasformata nel provvisorio "Stato di Cambogia", di cui Hun divenne immediatamente primo ministro.
Dopo le elezioni del 1993 fu tuttavia costretto a dividere la carica (con la qualifica formale di "secondo primo ministro") con il leader del partito realista Funcinpec, il principe Norodom Ranariddh, figlio dell'allora re Norodom Sihanouk. Tuttavia l'influenza di Hun rimaneva molto estesa grazie al fatto che molti funzionari governativi e militari erano membri del PPC.
La lotta di potere fra i due continuò fino al 1997, quando Hun mise a punto un feroce colpo di Stato: accusando Norodom Ranariddh di caldeggiare l'anarchia militare per prendere il controllo di Phnom Penh, egli fece arrestare e, in certi casi, giustiziare i ministri del Funcinpec e altri attivisti del partito, causando violenti scontri nella capitale e in altre zone del paese. Ung Huot divenne nuovo primo ministro una volta che lo stesso re fu costretto ad accettare il fatto compiuto. Le elezioni del 1998 permisero a Hun Sen di riprendere tutto il potere.

### Primo ministro della Cambogia
Le elezioni del luglio 2003 diedero vita ad una nuova situazione politica: il PPC ottenne la maggioranza relativa (47%), ma non ebbe i numeri per formare un governo. Solo nella metà nel 2004 il PPC riuscì a raggiungere un accordo con il Funcinpec (duramente indebolito dalle elezioni), dando così vita ad un governo di coalizione: Hun Sen tornò primo ministro, mentre Norodom Ranariddh divenne presidente dell'Assemblea Nazionale.
Nel corso del suo governo, Hun Sen prese importanti misure come una revisione costituzionale che rimosse l'obbligo del voto dei due terzi dell'Assemblea Nazionale per formare un governo; inoltre fece una mossa molto controversa nel 2007, quando avviò la svendita delle terre a investitori stranieri sfrattandone i precedenti occupanti. Dal punto di vista della politica estera rafforzò i legami con il Vietnam, che attualmente è il terzo importatore di beni cambogiani. Impegnato a rafforzare i propri legami con i paesi dell'area, inoltre, nel 2006 Hun ricevette il premier cinese Wen Jiabao, lodando la Cina come "l'amico più fidato" della Cambogia. Rimasero invece gelide le relazioni con la Thailandia in riferimento ad alcune questioni di frontiera, che nel 2008 portarono addirittura ad alcuni scontri armati presso il tempio Preah Vihear.
Nel 2004 sostenne Norodom Sihamoni come nuovo re dopo l'abdicazione di Sihanouk. Nel 2007 divenne senatore a vita del Parlamento Mondiale (degli Stati) per la Sicurezza e la Pace.
L'autorità di Hun Sen fu nuovamente rafforzata dalle elezioni del luglio 2008, che videro il PPC conquistare il 58% dei voti. Pur avendo i numeri per governare da solo, Hun permise al Funcinpec (calato al 5%, dal 20% del 2003) di restare in coalizione, pur imponendo il generale Nek Bhun Chhay (non realista) come nuovo capo del partito.
Attualmente Hun Sen è il capo del governo con la maggiore anzianità di mandato nel Sud-est asiatico. I suoi oppositori lo accusano di essere un dittatore che domina con l'uso della forza o di essere al servizio del Vietnam, un'accusa respinta dai sostenitori di Hun, che sostengono che egli serve solo il popolo cambogiano. Il rapporto Global Witness lo accusò di corruzione e in particolare di negoziare la cessione a privati delle materie prime cambogiane unicamente a vantaggio personale.
Viene riconfermato per la quarta volta primo ministro, vincendo con il 49% dei consensi le elezioni cambogiane del 2013, e nuovamente per la quinta volta, vincendo le elezioni del 2018 con il 77% dei consensi, dopo lo scioglimento forzato nel 2017 della principale formazione di opposizione, il CNRP, e l'esilio volontario in Francia del suo leader, Sam Rainsy.

### Ritiro dalla carica
Tre giorni dopo le elezioni del 2023, in cui il suo partito ha riconfermato la ferrea presa sul potere, Hun Sen ha annunciato il suo ritiro dalla guida del Governo, pur dichiarando che continuerà a servire il Paese per altri dieci anni da altri incarichi pubblici. Il 7 agosto 2023 il monarca ha annunciato il conferimento dell'incarico di formare il nuovo governo al figlio di Hun Sen, il neoeletto deputato Hun Manet, già comandante delle Forze armate.